# Diphasia digitalis
Diphasia digitalis är en nässeldjursart som först beskrevs av Busk 1852.  Diphasia digitalis ingår i släktet Diphasia och familjen Sertulariidae. Inga underarter finns listade i Catalogue of Life.